# The Beatles E.P. Collection
The Beatles EP Collection es una caja recopilatoria que contiene los 13 EP de la banda de rock The Beatles, lanzado el 7 de diciembre de 1981.
Después del éxito de The Beatles Singles Collection de 1976 y The Beatles Collection de 1978, se decidió lanzar un box set con todos los EP del grupo, la caja es de color azul, parecida a las de estas compilaciones mencionadas. Fue lanzado el 7 de diciembre de 1981, Parlophone lo catalogó BEP 14, más tarde fue relanzado el 15 de junio de 1992 por Apple, pero esta vez en CD y catalogado como CDBEP 14. Todos los EP están en mono en este box set, excepto el doble EP "Magical Mystery Tour" y "Rarities".
Es el primer lanzamiento de material de The Beatles  desde el asesinato de John Lennon.
En 1981 este box set fue relanzado en discos compactos por EMI, según EMI durante 1981 se vendieron 75 millones de unidades.

## Contenido de losCD

### Disco 1 del EPTwist and Shout
1. "Twist and Shout"
2. "A Taste of Honey"
3. "Do You Want to Know a Secret"
4. "There's a Place"

### Disco 2 delEPThe Beatles' Hits
1. "From Me to You"
2. "Thank You Girl"
3. "Please Please Me"
4. "Love Me Do"

### Disco 3 del EPThe Beatles (No. 1)
1. "I Saw Her Standing There"
2. "Misery"
3. "Anna (Go to Him)"
4. "Chains"

### Disco 4 del EPAll My Loving
1. "All My Loving"
2. "Ask Me Why"
3. "Money (That's What I Want)"
4. "P.S. I Love You"

### Disco 5 del EPLong Tall Sally
1. "Long Tall Sally"
2. "I Call Your Name"
3. "Slow Down"
4. "Matchbox"

### Disco 6 del EPExtracts from the Film "A Hard Day's Night"
1. "I Should Have Known Better"
2. "If I Fell"
3. "Tell Me Why"
4. "And I Love Her"

### Disco 7 del EPExtracts from the Album "A Hard Day's Night"
1. "Any Time at All"
2. "I'll Cry Instead"
3. "Things We Said Today"
4. "When I Get Home"

### Disco 8 del EPBeatles for Sale
1. "No Reply"
2. "I'm a Loser"
3. "Rock & Roll Music"
4. "Eight Days a Week"

### Disco 9 del EPBeatles for Sale (No. 2)
1. "I'll Follow the Sun"
2. "Baby's in Black"
3. "Words of Love"
4. "I Don't Want to Spoil the Party"

### Disco 10 del EPThe Beatles' Million Sellers
1. "She Loves You"
2. "I Want to Hold Your Hand"
3. "Can't Buy Me Love"
4. "I Feel Fine"

### Disco 11 del EPYesterday
1. "Yesterday"
2. "Act Naturally"
3. "You Like Me Too Much"
4. "It's Only Love"

### Disco 12 del EPNowhere Man
1. "Nowhere Man"
2. "Drive My Car"
3. "Michelle"
4. "You Won't See Me"

### Disco 13 del EPMagical Mystery Tour
1. "Magical Mystery Tour"
2. "Your Mother Should Know"
3. "I Am the Walrus"
4. "Fool on the Hill"
5. "Flying"
6. "Blue Jay Way"

### Disco 14 (Bonus Track)Rarities
1. "The Inner Light"
2. "Baby You're a Rich Man"
3. "She's a Woman"
4. "This Boy"